# Сарґвереська сільська рада
Са́рґвереська сільська рада (ест. Sargvere külanõukogu, рос. Саргвереский сельский совет) — сільська рада в Естонській РСР, адміністративно-територіальна одиниця в складі повіту Ярвамаа (1945—1950) та Пайдеського району (1950—1954).

## Населені пункти
Сільській раді підпорядковувалися населені пункти:
села: Вескіару (Veskiaru), Валґма (Valgma), Пиг'яка (Põhjaka), Сарґвере (Sargvere), Саунакюла (Saunaküla), Нурмсі (Nurmsi), Падула (Padula), Палу (Palu), Мяе (Mäe);
поселення (asundus): Сарґвере (Sargvere), Палу (Palu).

## Історія
8 серпня 1945 року на території волості Пайде в Ярваському повіті утворена Сарґвереська сільська рада з центром у селі Мяе. 
26 вересня 1950 року, після скасування в Естонській РСР повітового та волосного поділу, сільська рада ввійшла до складу новоутвореного Пайдеського сільського району.
17 червня 1954 року в процесі укрупнення сільських рад Естонської РСР Сарґвереська сільська рада ліквідована. Її територія склала східну частину Пайдеської сільської ради.